# انفجار وول ستريت
تفجير وول ستريت هو انفجار حدث في الساعة 12:01 من ظهيرة يوم الخميس في عام 1920 في وول ستريت في مدينة نيويورك. تسبب الانفجار في مقتل 30 شخصًا على الفور، وتوفي 10 في وقت لاحق بسبب جروح أصيبوا بها في الانفجار. كانت هناك 143 إصابة خطيرة، وقُدّر العدد الإجمالي للمصابين بالمئات. لم يتم حل الانفجار أبدًا، ويُشتبه أنه تم تنفيذه من قبل جاليانيستي وهي مجموعةٌ مسؤولةٌ عن عددٍ من التفجيرات السابقة المماثلة تقريبًا.